# José Luis Pech Várguez
José Luis Pech Várguez (Mérida, Yucatán, 25 de enero de 1954) es un político mexicano. Fue militante del Movimiento Regeneración Nacional. Desde el 1 de septiembre de 2018 es senador del Congreso de la Unión en la LXIV legislatura en representación del estado de Quintana Roo. En 2022 se incorporó a la bancada de Movimiento Ciudadano.

## Primeros años
José Luis Pech Várguez nació en Mérida, Yucatán, México, el 25 de enero de 1954. De 1971 a 1976 estudió la licenciatura en ingeniería industrial en producción en el Instituto Tecnológico de Mérida, de 1976 a 1977 estudió la maestría en ciencias de la educación en el Centro Interdisciplinario de Investigación y Docencia en Educación Técnica de Querétaro. De 1978 a 1986 ejerció diversos cargos dentro del Instituto Tecnológico de Chetumal. En 1987 fue director general de la fábrica «El ideal» y en 1988 fue gerente general de «Maderas industrializadas de Quintana Roo».

## Trayectoria política
Durante la gubernatura de Miguel Borge Martín fue secretario de turismo del estado de Quintana Roo de 1991 a 1992. Durante la gubernatura de Joaquín Hendricks Díaz fue secretario técnico del gabinete del gobernador de 2000 a 2001, secretario de hacienda del estado de Quintana Roo de 2002 a 2004 y secretario de educación y cultura de Quintana Roo en 2005. En 2003 estudió el doctorado en ciencias administrativas en la Escuela de Altos Estudios Comerciales de Jouy-en-Josas, Francia. De 2005 a 2011 fue rector de la Universidad de Quintana Roo.
En las elecciones estatales de 2016 fue candidato a la gubernatura de Quintana Roo por el partido Movimiento Regeneración Nacional (Morena), quedando en tercer lugar. El 8 de julio de 2016 fue designado por la presidente nacional de Morena, Yeidckol Polevnsky, como delegado con funciones de presidente y secretario general de Morena en Quintana Roo
En las elecciones federales de 2018 fue postulado por Morena como senador del Congreso de la Unión en representación del estado de Quintana Roo por la segunda fórmula. Desde el 1 de septiembre de 2018 es integrante de la LXIV legislatura. Dentro del senado es secretario de la comisión de ciencia y tecnología y de la comisión de relaciones exteriores con Europa.
En las elecciones estatales de Quintana Roo de 2022 se presentó como aspirante a la candidatura de Morena a la gubernatura del estado. Para la selección del candidato se realizó una encuesta de opinión entre militantes y simpatizantes. José Luis Pech se ubicó como el segundo aspirante mejor posicionado, detrás de la presidente municipal de Benito Juárez, Mara Lezama Espinosa. El 16 de febrero de 2022 desistió de apoyar la candidatura de Morena a la gubernatura. Dos días después, el partido Movimiento Ciudadano le ofreció su candidatura a gobernador de Quintana Roo.